# Ingo Ahrens
Ingo Ahrens (* 10. März 1971 in Ellerbek) ist ein ehemaliger deutscher Handballspieler.
Der 1,84 Meter große Rechtsaußen spielte in seiner Heimatstadt beim Regionalligisten TSV Ellerbek, bevor er 1992 in die Handball-Bundesliga zum THW Kiel wechselte. Mit den Kielern gewann er 1994 die Deutsche Meisterschaft, anschließend verließ er den Verein. Seit 1996 spielte Ahrens mit Unterbrechungen von 2003 bis 2005 (Bramstedter TS) und 2006 bis 2007 (SG Bramstedt/Henstedt-Ulzburg) wieder beim TSV Ellerbek.

## Bundesligabilanz
| Saison    | Verein   | Spiele | Tore | 7-Meter | Feldtore |
| --------- | -------- | ------ | ---- | ------- | -------- |
| 1992/93   | THW Kiel | 25     | 32   | 3       | 29       |
| 1993/94   | THW Kiel | 28     | 41   | 20      | 21       |
| 1992–1994 | gesamt   | 53     | 73   | 23      | 50       |